# Pittenhart
Pittenhart es un municipio situado en el distrito de Traunstein, en el estado federado de Baviera (Alemania). Tiene una población estimada, a fines de enero de 2023, de 1858 habitantes.
Está ubicado al sureste del estado, en la ladera de los Alpes, cerca de la orilla del lago Chiem y de la frontera con Austria.